# Bilanga
Bilanga là một tổng Gnagna (tỉnh) ở phía bắc Burkina Faso. Dân số năm 2006 là 92.667 người. Thủ phủ là thị xã Bilanga (thị xã)..

## Các thị xã và làng xã
Balamanou, Banga, Bartiboagou, Benhourgou, Bilamperga, Bilamperga-Peulh, Bilanga-Peulh, Bilanga-Yanga, Bilanga-Yanga Peulh, Bossongri, Botou, Boungou, Bourpangou, Cissa, Diamdiara, Diamdoari, Diankoudoungou, Diapoadougou, Diela, Dipienga, Dola, Doundougou, Fétary, Garpieni, Gomonsgou, Gninsonguin, Guinoama, Harboungou, Hartery, Kabaré, Karbani, Kiryomdéni, Kogodou, Koguina, Kolonkomi, Koulmasga, Moadéga, Moaka, Nagniangou, Ougarou, Pantanloana, Paparcé, Papayenga-Diambanga, Piaga, Pissi, Pognankanré, Sabra, Sagadou, Saougou, Sebga, Sékouantou, Soultenga, Tampédou, Tampiokin, Tanibiaga, Thimborgou, Tiapaga, Tiguili, Tindané, Tobou, Tobou-Peulh, Tohogodou, Yacabé, Yassoumbaga, Yougpangou và Yougpankoudougou.